# Hahausen
Hahausen este o comună din landul Saxonia Inferioară, Germania.